# James Costos
James Costos (Lowell, Massachusetts, Estados Unidos, 1963) es un diplomático estadounidense.
Desde el 4 de abril de 2014 hasta el 20 de enero de 2017 ocupó el cargo de Embajador de los Estados Unidos en España y Andorra.

## Infancia y educación
James Costos nació en 1963 y creció en Lowell (Massachusetts). Es de origen griego, inmigrante de segunda generación, cuyo padre formó parte del Cuerpo de Marines de los Estados Unidos y estuvo destinado en Camp David durante la presidencia de Harry S. Truman. Es el primero de su familia en conseguir un título universitario. Consiguió su título en Ciencias Políticas en la Universidad de Massachusetts en 1985.

## Carrera
James Costos había trabajado como ejecutivo en empresas de ventas al por menor internacional y la industria del entretenimiento, principalmente para HBO y Tod's. Sus responsabilidades incluían estrategia internacional, relaciones externas, marketing y comunicaciones. Apoya de forma activa varias organizaciones humanitarias, como Human Rights Campaign, y el Museo de Arte de Santa Mónica, y es un defensor de instituciones culturales y la diplomacia cultural. Formó parte de la dirección del Humane Society of the United States, la mayor organización de protección de animales del país.
El presidente Obama nombró a Costos como embajador de Estados Unidos en España y Andorra el 14 de junio de 2013. El Senado de Estados Unidos confirmó el nombramiento por votación el 1 de agosto de 2013, y Costos juró su cargo el 22 de agosto de 2013. Presentó sus credenciales ante el Gobierno de Madrid el 24 de septiembre de 2013.
Su carrera en los negocios lo han hecho un experto en la persecución de la «piratería digital», en particular, concerniente a las empresas estadounidenses en España. Se centró inicialmente en asuntos de seguridad internacional y agradeció a España por permitir que EE. UU. desplegara parte de su escudo antimisiles y por albergar las bases estadounidenses. En septiembre de 2013, Costos visitó las bases de Rota y Morón para celebrar el 60 aniversario del acuerdo que permitió su creación.
En octubre de 2013, el Gobierno español lo llamó para informarse sobre acusaciones de que la Agencia de Seguridad Nacional habría recogido los datos de 60 millones de llamadas telefónicas en España.
Durante una visita a California en 2014, el presidente Obama y su esposa Michelle se alojaron en la casa de Costos y su pareja, Michael S. Smith.
En junio de 2015, se unió a otros embajadores de EE. UU. en una declaración en apoyo de los acuerdos comerciales internacionales, relacionando mercados abiertos al desarrollo de sociedades abiertas que tienen derechos civiles.

## Vida personal
Costos vive en Los Ángeles con su pareja Michael S. Smith. Es vegetariano, pero no impone ninguna restricción a las comidas de la embajada. En cuanto a los derechos LGBT, Costos ha dicho que «No soy un activista. Apoyo los derechos humanos para heterosexuales, gais, asuntos femeninos. Y simplemente da la casualidad que soy gay... Eso no me define como persona, pero es parte de quien soy. Es como ser vegetariano: es una faceta más de James Costos.»
Ha afirmado que él y Smith han sido bien recibidos en España y que, debido a que España ya provee de derechos civiles al colectivo LGBT, el papel que él y Smith representan era simbólico para todos aquellos que todavía sufren de una falta de apoyo en sus derechos: «Lo que podemos hacer a través de nuestro mensaje es dar una esperanza».